# シュテファン・クレール

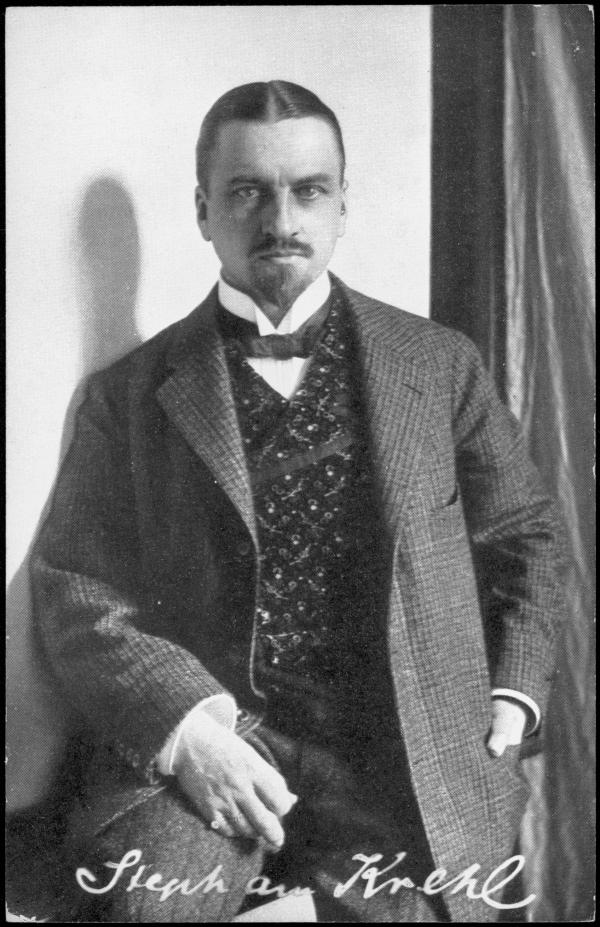
シュテファン・クレール（1900年頃）

シュテファン・クレール（Stephan Krehl, 1864年7月5日 - 1924年4月9日）はドイツの音楽教師およびロマン派音楽の作曲家。

## 経歴
ライプツィヒに生まれ、ライプツィヒとドレスデンで音楽を修める。1889年から1902年までカールスルーエ音楽院でピアノと音楽理論の教師となり、1902年から亡くなるまでライプツィヒで音楽教師を務めた。1921年から1924年までライプツィヒ音楽院院長の座にあった。主要な門弟に、ギュンター・ラミンやルドルフ・マウアースベルガー、ルドルフ・ヴァーグナー＝レゲニー、ペーザー・グラム、エドヴィン・カルステニウス、ステヴァン・フリスティチ、ハインリヒ・シュターマー、ヨハネス・ヴァイラウフらがいる。ライプツィヒにて没。
教育者として『音楽教育概論』(Allgemeinen Musiklehre) などの著作を上梓したほか、作曲家としては約30曲のピアノ曲やヴァイオリン曲、クラリネット曲を手掛けたが、中でも《弦楽四重奏曲イ長調》作品18や《クラリネット五重奏曲イ長調》作品19といった室内楽曲で名を残している。